# Sinojackia
Genre
Classification phylogénétique
Sinojacka est un genre de plantes à fleurs de la famille des Styracacées. Ce sont des arbustes et de petits d'arbres à feuilles caduques originaires d'extrême orient, endémiques de Chine.
Nom chinois : 秤锤树属

## Description
Il s'agit de petits arbres ou d'arbustes caducs de 4 à 10 m de haut.
Les feuilles sont alternes, simples et ovales, avec des poils étoilés et sans stipules (caractéristique de la famille).
Les fleurs, hermaphrodites, sont blanches, paniculées, en petites grappes - moins de cinq fleurs - pendantes. Chaque fleur, au calice campanulé, à 5 à 7 lobes, porte de 8 à 14 étamines, qui peuvent être de même taille (c'est aussi une caractéristique du genre).
Le fruit, indéhiescent, est rond à ovalisé. Les graines sont solitaires, leur enveloppe forme une croûte sur la chair de l'endosperme. Le fruit se termine par une sorte de « bec » ou « rostre », très caractéristique.

## Liste des espèces
Sept espèces sont répertoriées (huit en comptant Sinojackia dolichocarpa, changé de genre récemment) :
- Sinojackia dolichocarpa C.J.Qi (1981) : voir Changiostyrax dolichocarpus (C.J.Qi) C.T.Chen
- Sinojackia henryi (Dümmer) Merr. (1937)
- Sinojackia huangmeiensis J.W.Ge & X.H.Yao (2007)
- Sinojackia microcarpa Tao Chen & G.Y.Li (1997)
- Sinojackia oblongicarpa Tao Chen & T.R.Cao (1998)
- Sinojackia rehderiana Hu (1930)
- Sinojackia sarcocarpa L.Q.Luo (1992)
- Sinojackia xylocarpa Hu (1928)
  - Sinojackia xylocarpa Hu var. leshanensis L.Q.Luo (2005)

La différenciation des espèces s'effectue principalement par la forme du fruit.

## Répartition et menaces
Toutes les espèces du genre sont originaires de Chine. Elles sont menacées dans leur habitat d'origine (utilisation du bois) et se régénèrent difficilement.
Des programmes de conservation sont engagés pour maintenir les effectifs sauvages. La survie du genre est cependant assurée par sa diffusion horticole.

## Utilisation
Deux espèces, Sinojackia rehderiana et Sinojackia xylocarpa, commencent à être utilisées comme plantes ornementales en France pour leur floraison et feuillage délicat

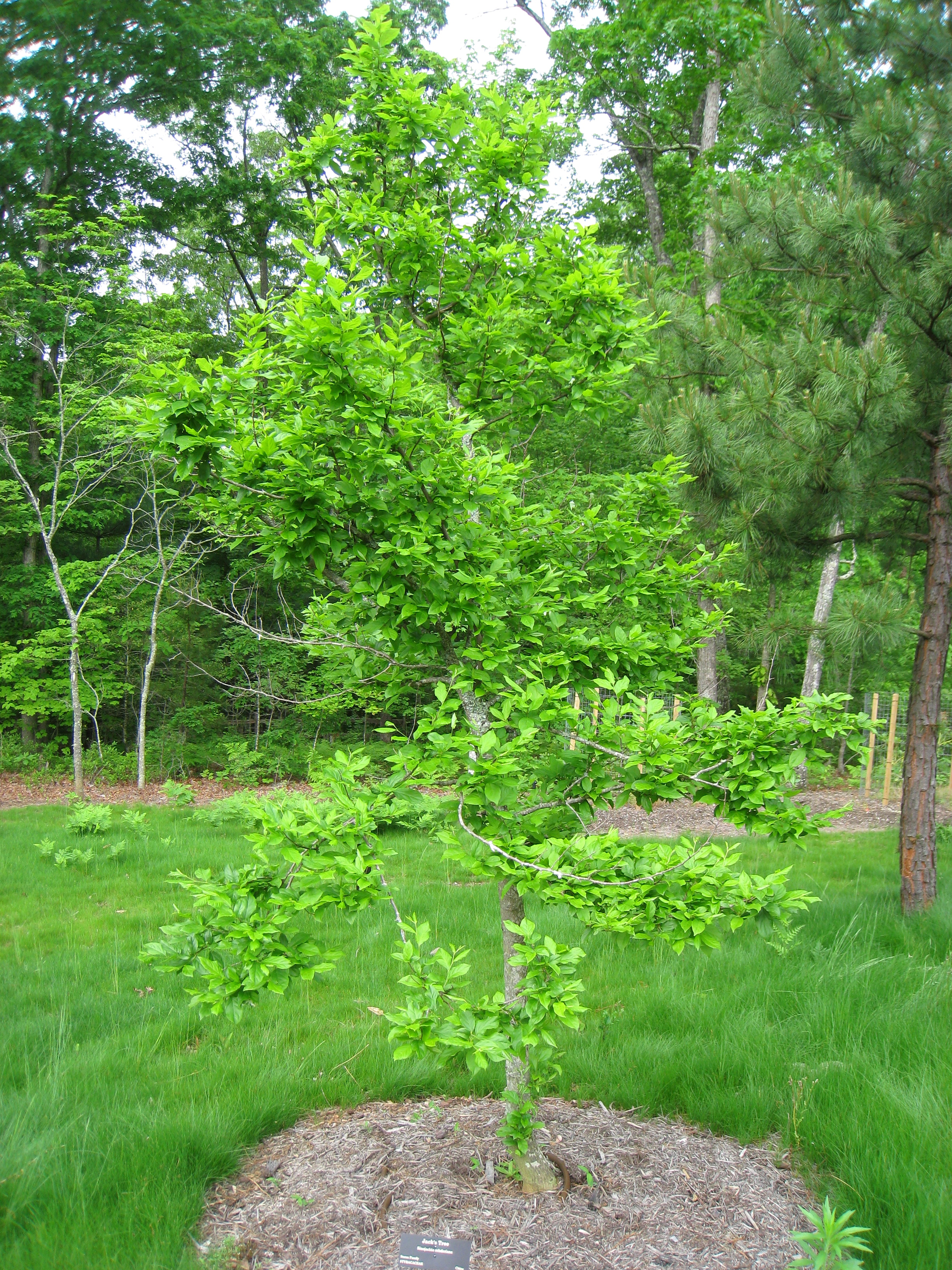
Port de Sinojackia rehderiana.
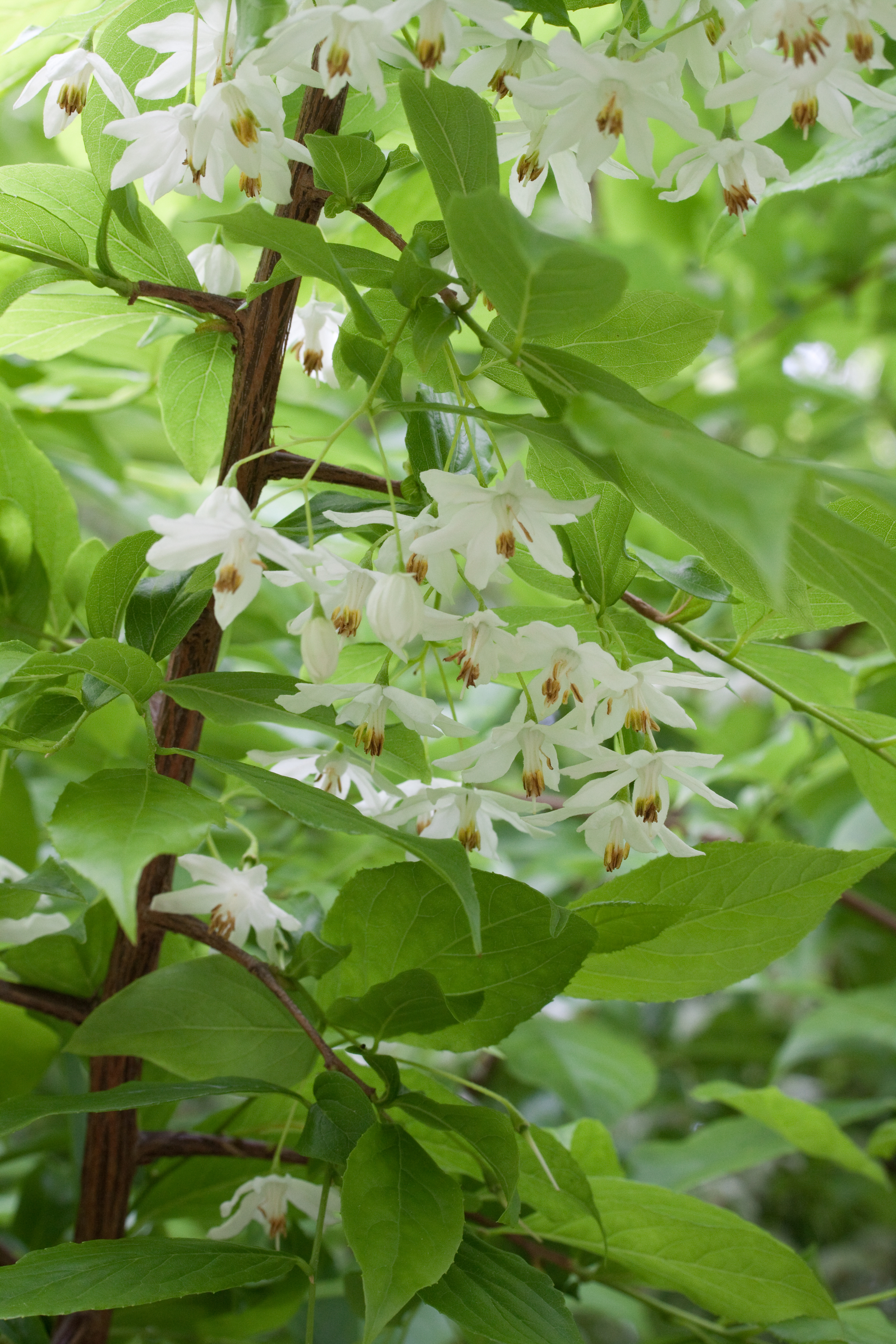
Floraison de Sinojackia xylocarpa.